# Подусков, Николай
Николай Подусков (англ. Nicolai Poduskov; годы жизни не известны) — фигурист из России, участник первого (официального) чемпионата мира (4-е место, 1896, Санкт-Петербург). Проживал в Санкт-Петербурге. Одиночное фигурное катание на коньках. Член Санкт-Петербургского общества любителей бега на коньках. Призёр чемпионата России.
«28 января в 2 часа дня, при многочисленном скоплении публики, состоялось соревнование на обязательные, специальные и произвольные фигуры, в исполнении всего четырех человек: Николай Подусков (СПб, Юсуповский клуб конькобежцев), Георгий Сандерс (СПб ОАБК), Гильберт Фукс (Мюнхенский клуб конькобежцев, Германия) и Густав Хюгель (Венский клуб конькобежцев, Австрия)» (Фигурное катание в России: факты, события, судьбы, 2007).
В 1900 году завоевал бронзовую медаль чемпионата России.
В 1901 году принял участие в международном турнире по «искусству катания на коньках» в Юсуповском саду Санкт-Петербурга. В нём участвовали именитые фигуристы Ульрих Сальхов (победитель с 843 очками) и Гильберт Фукс (840 очков). Лучшим из россиян стал Николай Панин (711 балл), за ним Александр Росс, Андрей Гопп и Николай Подусков.
Инженер-путеец.